# Kristin Harila
Kristin Harila (Vestre Jakobselv, Vadsø; 28 de marzo de 1986) es una alpinista noruega-sami del norte y exesquiadora de fondo. Entre 2022 y 2023, estableció múltiples récords de velocidad en el ascenso de los 14 ochomiles junto con Tenjen Sherpa.

## Carrera
En mayo de 2021, Harila estableció un récord mundial al convertirse en la mujer más rápida en escalar el Everest y el Lhotse en menos de doce horas, usando el collado sur. El 22 de mayo de 2022, batió su propio récord al cruzar desde la cima del Everest hasta la cima del Lhotse en nueve horas y cinco minutos. Su éxito en expediciones y ascensiones anteriores la inspiró a embarcarse en 2022 en su último reto, Bremont 14 Peaks, y convertirse en la primera mujer de la historia, y la segunda persona después de Nirmal Purja, en escalar los 14 ochomiles en seis meses. Estuvo a punto de batir el récord de Purja de escalar los 14 ochomiles en una temporada, ya que solo le faltaban dos cimas. Sin embargo, cuando las autoridades chinas le denegaron los permisos para escalar el Cho Oyu y el Shisha Pangma, su búsqueda del récord terminó en ese momento.
El 3 de mayo de 2023, Harila logró su objetivo de alcanzar las 14 cimas geográficas verdaderas de los ochomiles, después de un año y cinco días, lo que supone un récord mundial de ascensión más rápida a las cimas verdaderas de los ochomiles, independientemente del género.
Pocos meses más tarde, el 27 de julio, Harila y Tenjen Sherpa, su guía de Seven Summit Treks, establecieron un nuevo récord al alcanzar las 14 cimas geográficas auténticas en solo 92 días. En el proceso, Kristin y Tenjen batieron múltiples récords, entre ellos el de 26 cimas de ocho mil metros en un año y tres meses, y también el de las cimas más rápidas del Everest y el Lhotse por una mujer, en ocho horas. Utilizaron helicópteros para desplazarse entre los campamentos base y añadieron oxígeno suplementario. En el proyecto de 2023, tenía previsto escalar las montañas sin oxígeno suplementario, aunque finalmente utilizó botellas de oxígeno por motivos de seguridad. Su equipo gastaría 15 millones de coronas noruegas para apoyar el récord mundial de Harila.

### Controversia sobre la muerte de Muhammad Hassan
Tras su ascensión al K2, con la que completó una escalada récord de los 14 picos geográficos auténticos en solo 92 días, estalló la controversia por la muerte de un porteador pakistaní de alta montaña, Muhammad Hassan, de 27 años, en un peligroso paso del K2 conocido como el Cuello de Botella. Hassan estaba asignado a un equipo de fijación de cuerdas que trabajaba en el Cuello de Botella, a una altitud de unos 8 200 metros aunque no llevaba traje de plumón ni oxígeno suplementario. Según Harila, su equipo encontró a Hassan enredado en su cuerda después de caer del paso alrededor de las 2:15 de la madrugada. El equipo de Harila trabajó durante 90 minutos para sacar a Hassan del camino, tras lo cual Harila se marchó para ayudar a su equipo, que había quedado atrapado en una avalancha más arriba. El cámara de Harila se quedó con el porteador herido y compartió su oxígeno durante otra hora, hasta que se le agotó su propio suministro y se vio obligado a reunirse con el equipo. Un vídeo publicado en los días posteriores al ascenso de Harila mostraba a unos escaladores no identificados pasando por encima de Hassan mientras yacía en la cornisa, lo que llevó a los críticos a acusar a Harila de abandonar a Hassan a su suerte en pos de su récord mundial. Harila negó las acusaciones y calificó la publicación del vídeo de «insensible», mientras que un funcionario del gobierno local de Gilgit-Baltistán observó que no era posible realizar ningún rescate debido a las malas condiciones meteorológicas.
Las autoridades de Gilgit-Baltistán iniciaron posteriormente una investigación sobre la muerte de Hassan. La investigación concluyó en septiembre de 2023 y dio lugar a que Lela Peak Expeditions, la empresa para la que trabajaba Hassan, fuera prohibida para gestionar equipos en la región durante los dos años siguientes. La prohibición se debió a que no se proporcionó al porteador el equipo adecuado, se contrató a un porteador sin experiencia para subir la montaña y no se le contrató un seguro.

## Otras actividades
Como esquiadora de fondo, Harila quedó en 24.º y 25.º lugar en los campeonatos noruegos de 2006. Representó al club IL Polarstjernen.
Harila creó la Fundación Lama Sherpa en honor a Tenjen «Lama» Sherpa, desaparecido durante una avalancha en el Shishapangma el 7 de octubre de 2023. La fundación tiene como objetivo concienciar y proporcionar recursos a los sherpas, porteadores, guías, cocineros y otros trabajadores del Himalaya que participan en expediciones de montañismo.

## Premios
Fue nombrada Aventurera Europea del Año 2022.

## Expediciones
2015
- Kilimanjaro, en Tanzania (5 895 metros).[32]

2019
- Putha Hiunchuli, en Nepal (7 246 metros),[32] el 4 de octubre de 2019;[33]
- Lobuche Este, en Nepal (6 119 metros).[32]

2020
- Aconcagua, en Argentina (6 961 metros);[32]
- Co Adolfo Calle, en Argentina (4 270 metros);[32]
- Pico Vallecitos, en Argentina (5 370 metros).[32]

2021
- Monte Everest, en Nepal (8 848 metros), el 23 de mayo de 2021;[32][34]
- Lhotse, en Nepal (8 516 metros), el 23 de mayo de 2021. Fue el récord mundial de la mujer más rápida en alcanzar la cima del Everest y el Lhotse, en 12 horas.[7][32][35]
- Ama Dablam, en Nepal (6 812 metros),[32] el 28 de octubre de 2021;[36]
- Imja Tse, en Nepal (6 165 metros);[32]

2022
- Annapurna I (8 091 metros), el 28 de abril de 2022;[37]
- Dhaulagiri I (8 167 metros), el 8 de mayo de 2022;[38]
- Kanchenjunga (8 586 metros), el 14 de mayo de 2022;[39]
- Monte Everest (8 848 metros), el 22 de mayo de 2022;[40]
- Lhotse (8 516 m), el 22 de mayo de 2022. Nuevo récord mundial de la mujer más rápida en alcanzar la cima del Everest y el Lhotse en 9 horas y 5 minutos;[7][41]
- Makalu (8 481 metros), el 27 de mayo de 2022;[42][43]
- Nanga Parbat (8 126 metros), el 1 de julio de 2022;
- K2 (8 611 metros), el 22 de julio de 2022;[44]
- Broad Peak (8 051 metros), el 28 de julio de 2022;
- Gasherbrum II (8 035 metros), el 8 de agosto de 2022;
- Gasherbrum I (8 080 metros), el 11 de agosto de 2022;
- Manaslu (8 163 metros), el 22 de septiembre de 2022.[45][46]

2023
- Shishapangma (8 027 metros), el 26 de abril de 2023;[47]
- Cho Oyu (8 188 metros), el 3 de mayo de 2023;[8]
- Makalu (8 481 metros), el 13 de mayo de 2023;[48][49]
- Kanchenjunga (8 586 metros), el 18 de mayo de 2023;[50][51]
- Monte Everest (8 848 metros), el 23 de mayo de 2023;[52]
- Lhotse (8 516 metros), el 23 de mayo de 2023: nuevo récord mundial de la mujer más rápida en alcanzar la cima del Everest y el Lhotse, 8 horas;[52]
- Dhaulagiri I (8 167 metros), el 29 de mayo de 2023;[53]
- Annapurna I (8 091 metros), el 5 de junio de 2023;[54][55]
- Manaslu (8 163 metros), el 10 de junio de 2023;[56][57]
- Nanga Parbat (8 126 metros), el 26 de junio de 2023;[58]
- Gasherbrum II (8 035 metros), el 15 de julio de 2023;[59]
- Gasherbrum I (8 080 metros), el 18 de julio de 2023;[60][61]
- Broad Peak (8 051 metros), el 23 de julio de 2023;[62]
- K2 (8 611 metros), el 27 de julio de 2023.[12][13]

2024
- Intento de récord de velocidad en solitario y sin apoyo desde Hercules Inlet hasta el Polo Sur, que Harila canceló tras sufrir una lesión.[63]